# Chan Chan
Chan Chan Dél-Amerika legnagyobb prekolumbián városromja, az egykori Csimu Királyság fővárosa Peru északi részén, La Libertad megyében, Trujillótól öt kilométerre északra. A hatalmas, 18 négyzetkilométeren elterülő, szépen tervezett 13. századi város – szabályos derékszögű úthálózattal, sűrűn beépített lakótömbökkel, közöttük piramisokkal és szentélyekkel – a világ legnagyobb vályogból épített városa. Chan Chan virágkorában (a 15. században) mintegy 30-60 000 lakost számlált. A csimu kézművesek páratlan szépségű kerámia-, arany és ezüst dísztárgyakat állítottak elő, és fontosabb épületeiket is aranyalapokkal díszítették; művészetük jól nyomon követhető a város romos falcsonkjain.
A szárított agyag – gyenge anyag – nem tud dacolni az idővel; a városromok a szél és a víz romboló hatása miatt mállanak. A folyamatot felgyorsítja az El Niño, amely heves esőzésekkel, és ennek kísérőjelenségeként a talajvíz emelkedésével sújtja Peru északi partjait. Chan Chan 1986 óta része a világ kulturális örökségének és az UNESCO ezzel egyidőben sorolta be a legveszélyeztetettebb műemlékek közé.
A napjainkban a Chan Chanba érkező turisták a város legjobb állapotban megmaradt „Csudi” negyedét látogathatják. Trujillo közvetlen környezetében további csimu és mocse romok találhatók, ezért a területeken számos régészeti feltárás folyik.

## Fekvése
Csimor (a Csimu Királyság) egykori fővárosa Chan Chan Peru északi részén, közvetlenül a Csendes-óceán partján, Limától 570 km-re, Trujillótól 5 kilométerre északra található.

## Története

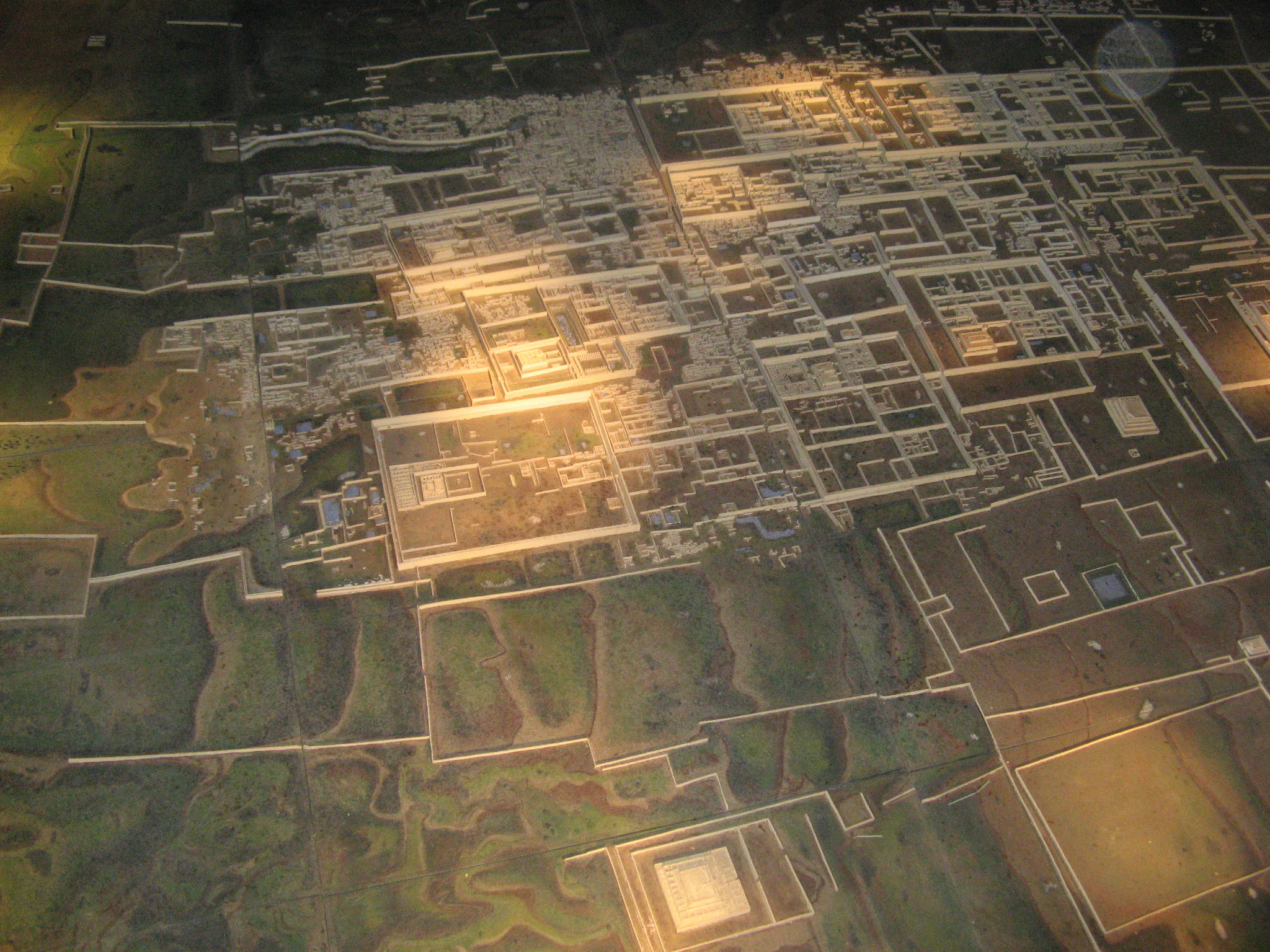
Chan Chan modellje

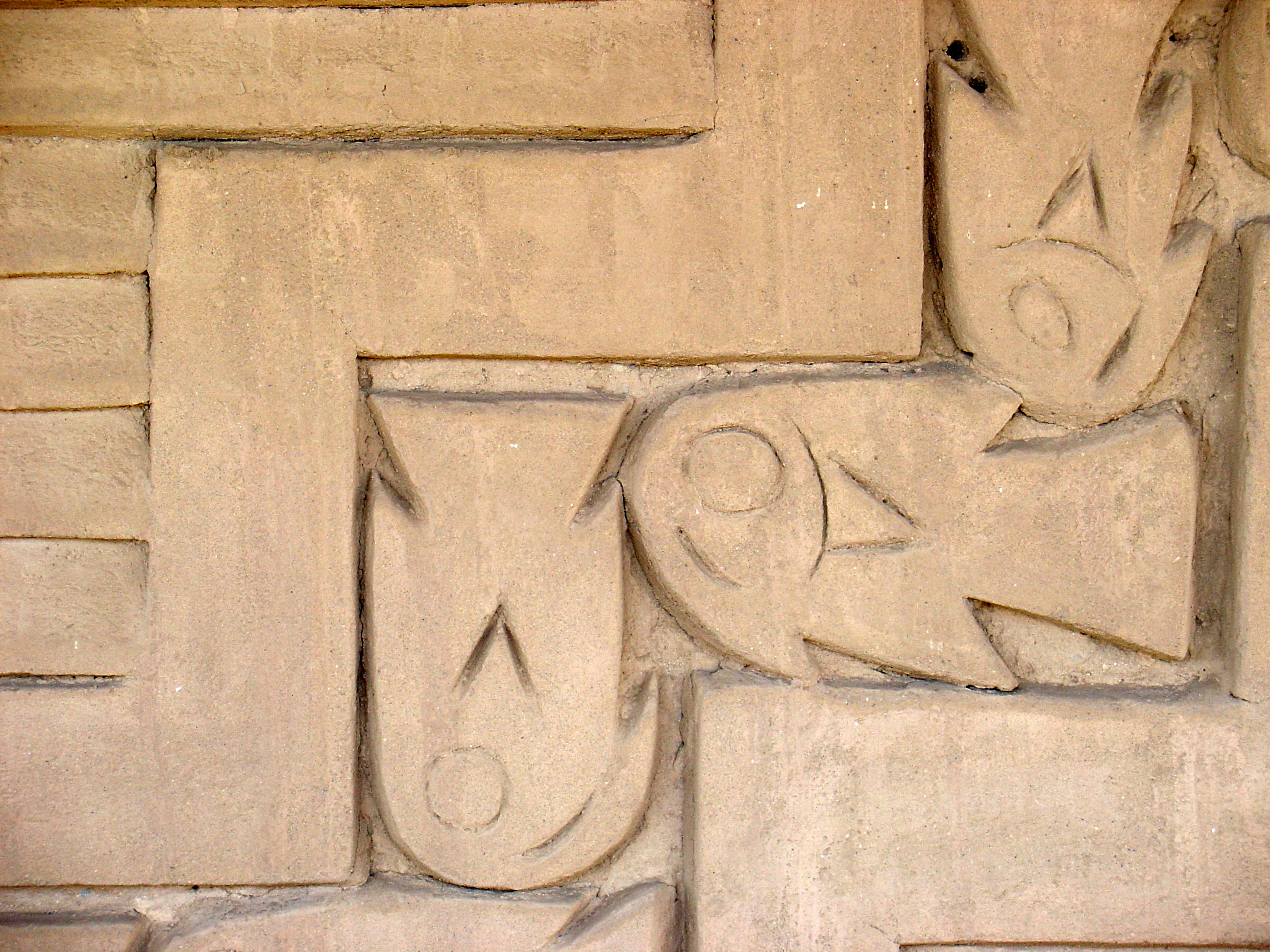
Hal-relief részlet

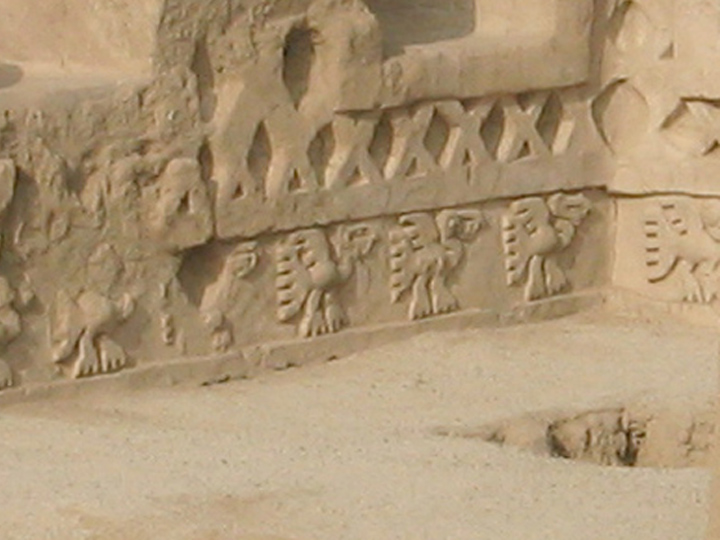
Pelikán-motívum

A 12. századtól, a csimu törzs vonta ellenőrzése alá Dél-Amerika északi partvidéki területeinek nagy-részét. Több nagy város egyesüléséből jött létre, a mintegy 900 kilométer hosszan elnyúló Csimor. A csimu civilizáció a korábban itt élő mocse népcsoport hagyatékán épült tovább. Kultúrájuk a művészi agyag- és fémművességről, az arzén-bronz ötvözet, a réz, az ezüst és arany használatáról volt híres. A csimu kézművesek fa és agyagdúcokat használtak, így sorozatban tudták gyártani a kerámiákat. Csimor első igazi nagyvárosa Chan Chan volt. Mivel követ alig találni a környéken ezért a várost szárított agyagtéglákból építették. A királyság virágzásának 1470-ben az inkák hódítása vetett véget: a túlélőket fővárosukba, Cuzcóba hurcolták és a csimu nép beolvadt az Inka Birodalomba.
1532 körül Francisco Pizarro teljesen elhagyatva találta Chan Chan városát. Beszámolója szerint a város egyes épületelemei és falai nemesfémmel voltak beborítva. A néptelen várost a spanyol katonák teljesen kirabolták; az értékes ezüst és arany tárgyakat, valamint az épületdíszek, burkolatok utolsó darabkáit is elvitték. A kifosztott  és elhagyott város romlásnak indult, az esőtől szétmálló falakat a szél lekoptatta, a romokat belepte a parti homok.

## Leírása
Chan Chan magas falakkal védett város volt; a legmagasabb (9 méter magas) falszakasz a perui partokat ostromló metsző délnyugati széltől védte a területet. A falakat és az épületeket szárított agyagtéglákból, vályogból építették és a friss falfelületet izgalmas motívumokkal díszítették. A díszítések egyik része realisztikus: madarak, halak, rákok, teknősök, kisebb emlősök ismétlődő ábrázolása; másik részük inkább geometrikus és absztrakt motívum. Néhány épület falán még láthatóak a plasztikus és festett díszítések. A domború mintákat faragott nyomódúcok segítségével nyomták a még nedves falba. A geometrikus és sematikus állatábrázolások előképei textilminták lehettek.
A város tíz nagy fallal körülvett városrészből állt; ahol díszes szentélyek, piramisok, víztárolók és lakóházak sorakoztak egymás mellett. A zárt városnegyedekben több ezer ember férhetett el, mindegyiket egy-egy nemzetség lakta. A csimuk hatalmas vízgyűjtő medencéket alakítottak ki, és szövevényes csatornarendszerrel hálózták be a várost. A városnegyedek között nagy kiterjedésű öntözött földek és temetők feküdtek. A temetők feltárása révén ékszerek, kerámiatárgyak és több tucat fiatal női csontváz került napvilágra.
A városrészek egyike a „Csudi”-templomnegyed, amely az épületmaradványokat feltáró és restauráló svájci kutató Johann Jakob von Tschudi után kapta a nevét. Itt áll a legjobb állapotban megmaradt, téglalap alaprajzú, 24 fülkéből álló csarnok. Kiváló akusztikáját még ma is kipróbálhatjuk: már messziről meghallható a suttogás. Lehet hogy istenszobrok álltak a fülkékben. A csarnok rendeltetéséről semmi biztosat sem tudunk.
A város további nevezetességei a Szivárvány-templom (Huaca Arco Iris, vagy Huaca del Dragón) és Smaragd-templom (Huaca Esmeralda); ez utóbbi templomot 1923-ban tárták fel a régészek, de a két évvel későbbi esőzések majdnem teljesen elmosták.

## Veszélyeztetett helyszín
A vályogból és agyagból épült várost természetes erózió pusztítja, ezért folyamatos állagmegőrzésre szorul.
A romok pusztulását gyorsítja a csendes-óceáni meleg tengeráramlás, az El Niño. Ez az Ausztráliától Kalifornia partjaiig vonuló természeti jelenség minden 7-10. évben megismétlődik, visszatérő veszélyhelyzetet teremtve. Az El Niño 1998-ban például, szokatlanul heves esőket és áradásokat okozott. Chan Chan megóvása érdekében szükségintézkedéseket kellett bevezetni, amihez a Világörökség Alap is segítséget nyújtott. Az akkori erőfeszítések sikeresek voltak.
Néhány kutató úgy véli teljesen be kellene fedni a városrom területét. Ez Chan Chan hatalmas méreteit tekintve óriási vállalkozás volna, de sajnos csak félig oldaná meg a problémát, mert az esőzések után megemelkedő talajvíz alulról támadja a falakat; a sós víz beszívódik az agyagba és szétmállasztja.

## Lásd még
- Prekolumbián művészet
- Indián művészet
- Dél-Amerika történelme